# Пам'ятник Перемоги (Анкара)
Монумент Перемоги (тур. Zafer Anıtı , також відомий як Ulus Atatürk Anıtı) — монументальна кінна статуя Ататюрка в Анкарі, Туреччина, відкритий 24 листопада 1927 року.

## Розташування
Пам'ятник розташований на площі Улус, яка до 1950-х років була головною площею Анкари . Він знаходиться на схід від бульвару Ататюрка.

## Історія
Пам'ятник встановлено завдяки загальнонаціональній акції, організованій журналістом Юнусом Наді. Конкурс на створення пам'ятника виграв Генріх Кріппель, скульптор із Австрії . Пам'ятник був відкритий 24 листопада 1927 року. Було відновлено в 2002 році.

## Опис
Пам'ятник являє собою групу бронзових статуй. Крім кінної статуї Ататюрка в центрі, присутні ще три фігури: два солдата і одна жінка. Один солдат кличе свого друга на битву, але інший просто спостерігає за нею. Жінка несе гарматне ядро, що свідчить про внесок турецьких жінок під час турецької війни за незалежність .